# Carex cordouei
Carex cordouei är en halvgräsart som beskrevs av Augustin Abel Hector Léveillé. Carex cordouei ingår i släktet starrar, och familjen halvgräs.
Artens utbredningsområde är Sachalin. Inga underarter finns listade i Catalogue of Life.